# Acramòrfids
Els acramòrfids (Achramorphidae) són una família d'esponges calcàries (Calcarea). Va ser descrita per Radovan Borojevic, Nicole Boury-Esnault, Michaël Manuel i Jean Vacelet, el 2002.

## Gèneres
Els següents gèneres pertanyen a la família Achramorphidae:
- Achramorpha
- Megapogon
- Sarsinella